# Membracis nigra
Membracis nigra är en insektsart som beskrevs av Olivier 1792. Membracis nigra ingår i släktet Membracis och familjen hornstritar. Inga underarter finns listade i Catalogue of Life.